# Páter Zoltán
Páter Zoltán (Marosvásárhely, 1929. december 17. – Marosvásárhely, 2013. december 19.) erdélyi magyar matematikus.

## Életútja
Elemi iskoláit Palotailván végezte; a gimnázium alsó osztályait a szászrégeni Evangélikus Gimnáziumban, majd a háború alatt Nagykőrösön, Budapesten és Szentgotthárdon folytatta, s 1945-től a marosvásárhelyi Református Kollégiumban fejezte be (1948). A kolozsvári Bolyai Tudományegyetemen szerzett matematika-fizika szakos diplomát (1951); a Bukaresti Egyetemen doktorált (1969). 1951–52-ben egy évig tanársegéd a Bolyai Tudományegyetemen, ahonnan politikai okból eltávolították. Három éven át vasesztergályos segédmunkás a kolozsvári ILIC vállalatnál. 1955-től középiskolai tanár Baróton, majd Sepsiszentgyörgyön; 1970-től a marosvásárhelyi Pedagógiai Főiskola adjunktusa az intézmény megszűnéséig (1978). Ezt követően – két kényszerű megszakítással (1978/79, 1988/90) – nyugdíjazásáig (1990) középiskolai tanár Marosvásárhelyen. 1990–1994 között a marosvásárhelyi Ökumenikus Kántor- és Tanítóképző Főiskola tanára.
Riesz Frigyes lőcsei tanárként tanította Páter Zoltán apját, és udvarolt Páter Jolán nevű nagynénjének.

## Munkássága
Munkássága a függvényalgebrák témakörébe tartozik. Első tudományos dolgozatát 1956-ban közölte. Cikkei és tanulmányai hazai és németországi szakfolyóiratokban (Bulletine Mathématique de la Société des Sciences Mathématiques, Gazeta Matematică și Fizică, Mathematica, Matematikai Lapok, Revue Roumaine de Mathématique, Studii și Cercetări de Matematică, illetve Mitteilungen der Mathematischen Gesellschaft, Berlin) és a Simposionul de Matematici și Aplicații című kötetben (Temesvár, 1986) jelentek meg. Didaktikai jellegű munkáit a Matematikai Lapok, tudománynépszerűsítő cikkeit A Hét és a Művelődés közölte.

### Önálló kötete
- A matematikai logika alapjai. Kolozsvár : Dacia Könyvkiadó 1978. (Antenna könyvsorozat)